# الاقتصاديات الزراعية (مجلة)
الاقتصاديات الزراعية هي دورية أكاديمية أمريكية تصدر من قبل الرابطة الدولية للاقتصاديين الزراعيين وتخضع لمراجعة الأقران، تنشر 8 مرات في السنة من قبل وايلي بلاكويل.